# Trachylepis depressa
Trachylepis depressa är en ödleart som beskrevs av  Peters 1854. Trachylepis depressa ingår i släktet Trachylepis och familjen skinkar. Inga underarter finns listade i Catalogue of Life.